# دايفيد هينيسي
دايفيد هينيسي (بالإنجليزية: David Hennessy)‏ هو ضابط شرطة أمريكي، ولد في 1858 في نيو أورلينز في الولايات المتحدة، وتوفي بنفس المكان في 16 أكتوبر 1890.